# Cielechowizna (gromada)
Cielechowizna – dawna gromada, czyli najmniejsza jednostka podziału terytorialnego Polskiej Rzeczypospolitej Ludowej w latach 1954–1972.
Gromady, z gromadzkimi radami narodowymi (GRN) jako organami władzy najniższego stopnia na wsi, funkcjonowały od reformy reorganizującej administrację wiejską przeprowadzonej jesienią 1954 do momentu ich zniesienia z dniem 1 stycznia 1973, tym samym wypierając organizację gminną w latach 1954–1972.
Gromadę Cielechowizna z siedzibą GRN w Cielechowiźnie utworzono – jako jedną z 8759 gromad na obszarze Polski – w powiecie mińskim w woj. warszawskim, na mocy uchwały nr VI/10/7/54 WRN w Warszawie z dnia 5 października 1954. W skład jednostki weszły obszary dotychczasowych gromad Anielina (z wyłączeniem wsi Anielina Mała), Cielechowizna, Chochół, Gliniak, Marianka, Mikanów i Tartak ze zniesionej gminy Mińsk w tymże powiecie. Dla gromady ustalono 15 członków gromadzkiej rady narodowej.
31 grudnia 1959 do gromady Cielechowizna przyłączono wsie Grabina, Iłównia i Wólka Iłówiecka ze znoszonej gromady Grzebowilk w tymże powiecie.
31 grudnia 1961 do gromady Cielechowizna włączono wieś Julianów I ze zniesionej gromady Pogorzel oraz wieś Kluki ze zniesionej gromady Zamienie w tymże powiecie.
31 grudnia 1962 z gromady Cielechowizna wyłączono wieś Julianów I, włączając ją do gromady Siennica w tymże powiecie.
Gromadę zniesiono 1 stycznia 1969, a jej obszar włączono do gromady Mińsk Mazowiecki w tymże powiecie.